# Operatore aggiunto
In analisi funzionale l'aggiunto di un operatore, chiamato anche operatore hermitiano aggiunto o dagato, generalizza il trasposto coniugato di una matrice quadrata al caso infinito dimensionale e il concetto di complesso coniugato di un numero complesso.
Ogni operatore lineare limitato su uno spazio di Hilbert ha un corrispondente operatore aggiunto.
Se A è un operatore, l'aggiunto di A si scrive A* o A† (l'ultimo soprattutto nella notazione bra-ket).

## Definizione
La definizione di operatore aggiunto si diversifica a seconda che ci si trovi in uno spazio di Hilbert o in uno spazio di Banach.

### Spazio di Banach
Siano {\displaystyle X} e {\displaystyle Y} spazi di Banach e {\displaystyle T:X\to Y} un operatore lineare continuo, e quindi limitato. Si definisce operatore aggiunto di {\displaystyle T} l'operatore lineare limitato {\displaystyle T':Y^{*}\to X^{*}} definito dalla relazione:
{\displaystyle (T'\phi )(x)=\phi (Tx)\qquad \forall x\in X\quad \forall \phi \in Y^{*}}
dove l'asterisco denota lo spazio duale.
La mappa che associa un operatore lineare limitato al suo aggiunto è un isomorfismo isometrico tra lo spazio degli operatori lineari limitati da {\displaystyle X} a {\displaystyle Y} allo spazio degli operatori lineari limitati da {\displaystyle Y^{*}} a {\displaystyle X^{*}}. Se la dimensione dello spazio è infinita, tale mappa è continua sia nella topologia operatoriale debole, sia in quella uniforme (indotta dalla norma). Se la dimensione è finita, la mappa è continua solo nella topologia operatoriale forte.

### Spazio di Hilbert
Sia {\displaystyle V} uno spazio di Hilbert, con prodotto hermitiano {\displaystyle \langle ,\rangle }, e sia {\displaystyle A} un operatore lineare continuo in {\displaystyle V}. Per ogni {\displaystyle \mathbf {w} } di {\displaystyle V} si definisce il funzionale lineare:
{\displaystyle L_{w}:V\longrightarrow \mathbf {C} }
tale che:
{\displaystyle L_{w}(\mathbf {v} )=\langle A\mathbf {v} ,\mathbf {w} \rangle }
per ogni {\displaystyle \mathbf {v} } di {\displaystyle V}. Si tratta di un operatore continuo poiché {\displaystyle A} è continuo e così pure il prodotto hermitiano. 
Se l'operatore è limitato il teorema di rappresentazione di Riesz afferma che esiste un unico elemento {\displaystyle \mathbf {w} '} tale che:
{\displaystyle \langle A\mathbf {v} ,\mathbf {w} \rangle =\langle \mathbf {v} ,\mathbf {w} '\rangle }
Si definisce aggiunto di A l'unico operatore A* tale che:
{\displaystyle \langle \mathbf {v} ,A^{*}\mathbf {w} \rangle =\langle \mathbf {v} ,\mathbf {w} '\rangle }
ovvero:
{\displaystyle \langle A\mathbf {v} ,\mathbf {w} \rangle =\langle \mathbf {v} ,A^{*}\mathbf {w} \rangle }
Se M è la matrice che rappresenta {\displaystyle A} rispetto ad una base di {\displaystyle V}, la matrice che rappresenta {\displaystyle A^{*}} rispetto alla stessa base è la matrice trasposta complessa coniugata di M.
Vale inoltre il teorema che se l'operatore {\displaystyle A^{*}} è aggiunto di {\displaystyle A} allora:
{\displaystyle \|A\|=\|A^{*}\|}
L'operatore aggiunto {\displaystyle A^{*}} è dunque tale che:
{\displaystyle \mathbf {w} '=A^{*}\mathbf {w} \ }
La sua esistenza per gli operatori limitati è garantita dal teorema di Riesz, ed ha la proprietà di essere anch'esso un operatore limitato:
{\displaystyle |\langle A^{*}\mathbf {w} ,\mathbf {v} \rangle |=|\langle \mathbf {w} ,A\mathbf {v} \rangle |\leq \|\mathbf {w} \|\|A\|\|\mathbf {v} \|}
dalla quale si ha che:
{\displaystyle {\frac {\|A^{*}\mathbf {w} \|}{\|\mathbf {w} \|}}\leq \|A\|}
Se {\displaystyle A=A^{*}} si dice che tale operatore è autoaggiunto o hermitiano, e si ha:
{\displaystyle \langle A\mathbf {v} ,\mathbf {w} \rangle =\langle \mathbf {v} ,A\mathbf {w} \rangle }

### Operatori non limitati
Nel caso di operatori non limitati il teorema di rappresentazione di Riesz perde di validità. In tal caso è possibile definire l'operatore aggiunto di operatori densamente definiti, ovvero gli operatori tali per cui la chiusura del dominio coincide con l'intero spazio vettoriale.
Sia {\displaystyle H} uno spazio di Hilbert con prodotto hermitiano {\displaystyle \langle ,\rangle } e sia {\displaystyle A} un operatore lineare densamente definito in {\displaystyle H}. Sia {\displaystyle D(A^{*})} l'insieme di tutti gli elementi {\displaystyle \phi \in H} tali per cui esiste {\displaystyle \eta \in H} tale che:
{\displaystyle \langle A\psi ,\phi \rangle =\langle \psi ,\eta \rangle \qquad \forall \psi \in D(A)}
Per ogni {\displaystyle \phi \in D(A^{*})} si definisce aggiunto di {\displaystyle A} l'operatore {\displaystyle A^{*}} tale che:
{\displaystyle A^{*}\phi =\eta \ }
ovvero:
{\displaystyle \langle A\psi ,\phi \rangle =\langle \psi ,A^{*}\phi \rangle }
Il lemma di Riesz permette inoltre di concludere che {\displaystyle \phi \in D(A^{*})} se e solo se:
{\displaystyle |\langle A\psi ,\phi \rangle |\leq C\|\psi \|\qquad \forall \psi \in D(A)}

## Proprietà
L'aggiunto gode delle seguenti proprietà:
- {\displaystyle A^{**}=A\ }
- Se A è invertibile, lo è anche A* e si ha:

{\displaystyle (A^{*})^{-1}=(A^{-1})^{*}\ }
- {\displaystyle (A+B)^{*}=A^{*}+B^{*}\ } se A o B sono limitati
- Se {\displaystyle \lambda } è un numero complesso si ha:

{\displaystyle (\lambda A)^{*}=\lambda ^{*}A^{*}\ }
- {\displaystyle (AB)^{*}=B^{*}A^{*}\ }

Inoltre, la relazione tra l'immagine di {\displaystyle A} ed il nucleo dell'aggiunto è data da:
{\displaystyle \ker A^{*}=\left(\operatorname {im} \ A\right)^{\bot }}
Infatti:
{\displaystyle {\begin{aligned}A^{*}\mathbf {v} =0&\iff \langle A^{*}\mathbf {v} ,\mathbf {w} \rangle =0\quad \forall \mathbf {w} \in H\\&\iff \langle \mathbf {v} ,A\mathbf {w} \rangle =0\quad \forall \mathbf {w} \in H\\&\iff \mathbf {v} \ \bot \ \operatorname {im} \ A\end{aligned}}}
ed inoltre:
{\displaystyle \left(\ker A^{*}\right)^{\bot }={\overline {\operatorname {im} \ A}}}
che segue dalla prima considerando lo spazio ortogonale per entrambi i membri. L'immagine non è necessariamente un insieme chiuso, mentre lo è il nucleo di un operatore continuo.

## Spettro dell'operatore aggiunto
Lo spettro {\displaystyle \sigma (T)} ed il risolvente {\displaystyle R_{\lambda }(T)} di un operatore {\displaystyle T} definito su uno spazio di Banach coincidono con quelli del suo aggiunto, mentre in uno spazio di Hilbert si ha che:
{\displaystyle \sigma (T^{*})=\{\lambda :{\bar {\lambda }}\in \sigma (T)\}\qquad R_{\lambda }(T^{*})=R_{\lambda }(T)^{*}}
Se {\displaystyle \lambda } appartiene allo spettro residuo di {\displaystyle T}, allora {\displaystyle \lambda } appartiene allo spettro puntuale dell'aggiunto {\displaystyle T'}. Se invece {\displaystyle \lambda } appartiene allo spettro puntuale di {\displaystyle T}, allora esso appartiene sia allo spettro puntuale e sia allo spettro residuo di {\displaystyle T'}.
Inoltre, se {\displaystyle T} è autoaggiunto su uno spazio di Hilbert si ha:
- {\displaystyle T} non ha spettro residuo.
- Lo spettro {\displaystyle \sigma (T)} è un sottoinsieme di {\displaystyle \mathbb {R} },ovvero gli autovalori sono reali.
- Autovettori relativi ad autovalori distinti sono ortogonali.